# Петър Бакалов
Петър Николов Бакалов е български учен, палеонтолог, основоположник на българската палеонтология, университетски преподавател, професор.

## Биография
Роден е на 21 април 1879 г.  в Котел. Получава първоначалното си образование в родния си град. През 1898 г. завършва I мъжка гимназия във Варна. През 1899 г. записва Висшето училище – София /днес – Софийски университет/със специалност естествена история. Дипломира се през 1902 г. Заинтригуван от лекциите на проф. Георги Златарски по палеонтология и започва да събира и класифицира фосилен материал от триаските и юрските седименти в района на родния си град.
След завършване на висшето си образование е назначен за редовен учител по естествена история последователно в с. Ичера, Котленска околия, в Габрово, Варна и в I мъжка гимназия в София. Като учител от 1903 до 1905 г. е командирован във Фрайбургския университет – Германия, където специализира палеонтология при проф. Густав Щайнман. По време на специализацията публикува първите си научни статии, основани на събрания през студентските години фосилен материал.
Завърнал се в България, през 1906 г. Бакалов е назначен за асистент към Катедрата по геология и палеонтология. На 8 октомври 1914 г. чете пред студенти първата си лекция по палеонтология на тема „Измирането на големи групи животни в продължение на земната история“. От 1919 г. е доцент, а от 1 април 1922 г. е първи български професор по палеонтология. Оглавява катедрата по геология и палеонтология от 1942 до 1945 г. и катедрата по палеонтология от 1945 до 1950 г.
Основател през 1925 г. на Българското геологическо дружество, многократен негов председател и почетен председател от 1948 г.
Участва в уреждането и обогатяването на Палеонтоложкия музей при специалност „Геология“ в Софийския университет.

## Памет
На негово име палеорнитологът Златозар Боев нарича един изкопаем късно-плиоценски вид сокол (керкенез)

## Избрани научни трудове
- Bakalow, P. Vorläufige Mitteilung über die Fauna der Trias und des Jura von Kotel (Bulgarien) //  Centralblatt für Mineralogie, Geologie und Paläontologie (16).   1905. с. 481-483. Посетен на 19 май 2018.
- Bakalow, P. Stromatorhiza, eine Stromatoporoide aus dem obereb Rauracien des Schweizer Jura //  Neues Jahrbuch für Mineralogie, Geologie and Paläontologie (1).   1906. с. 13-15. Посетен на 19 май 2018.
- Бончев, Георги; Бакалов, Петър. Землетресението в Ямболско на 2 февруарий 1909 г. //  Годишник на Софийския университет. Физико-математически факултет. Книга 1; Annuaire de l'Universite de Sofia. Faculte Physico-mathematique 5 (ІІ).   1910. с. 1-25. Посетен на 30 април 2025.
- Приноси към палеонтологията на България: I Mastodon'ови останки в България //  Годишник на Софийския университет. Физико-математически факултет. Книга 2; Annuaire de l'Universite de Sofia. Faculte Physico-mathematique. Livre 2 6.   1911. с. 1-47. Посетен на 1 септември 2024.
- Приноси към палеонтологията на България: II Dinotherium'ови останки в България //  Годишник на Софийския университет. Физико-математически факултет. Книга 2; Annuaire de l'Universite de Sofia. Faculte Physico-mathematique. Livre 2 8-9.   1914. с. 3-29.
- Измирането на големи групи животни в продължение на земната история. Встъпна лекция, четена на 8. Х. 1914 г. //  Годишник на Софийския университет. Физико-математически факултет. Книга 1; Annuaire de l'Universite de Sofia. Faculte Physico-mathematique. Livre 1 1-14 (1).   1915. Посетен на 5 април 2024.
- Приноси към палеонтологията на България: III Нови находки от Mastodon в България //  Годишник на Софийския университет. Физико-математически факултет; Annuaire de l'Universite de Sofia. Faculte Physico-mathematique 17.   1922. с. 1-29. Посетен на 1 септември 2024.
- Бончев, Стефан; Бакалов, Петър. Геология на южната част от околността на с. Костенец-баня въ връзка с "петролното" находище там, съ геоложка карта //  Годишник на Софийския университет. Физико-математически факултет. Книга 3; Annuaire de l'Universite de Sofia. Faculte Physico-mathematique 21 (ІІI).   1924-1925. с. 31-48. Посетен на 30 април 2025.
- Университетска библиотека № 64: Кратък курс по палеонтология (палеозоология).   София, Печатница художник, 1928.
- Hipparion-ова фауна при с. Калиманци и Кромидово, св. Врачко (I Fissipedia и Suidae) //  Годишник на Софийския университет. Физико-математически факултет. Книга 3 - Естествена история; Annuaire de l'Universite de Sofia. Faculte Physico-mathematique. Livre 3 - Sciences naturelles 30 (3).   1934. с. 314-349.
- Mastodon Borsoni Hays от с. Пейчиново (Бурумлий), Беленско //  Годишник на Софийския университет. Физико-математически факултет. Книга 3; Annuaire de l'Universite de Sofia. Faculte Physico-mathematique. Livre 3 36 (3).   1939-1940. с. 1-6. Посетен на 29 април 2025.
- Бакалов, Петър; Цанков, Васил. Палеонтоложки определител (по В. Ю. Черкесов).   София, Университетска печатница, 1939.
- „Кратък курс по исторична геология“ (1946);
- Бакалов, Петър. Върху присъствието на Mastodon (Choerolophodon) Pentelici в Югозападна България //  Годишник на Софийския университет. Биолого-геолого-географски факултет. Книга 2 - Геология; Annuaire de l'Universite de Sofia. Faculte de biologie, geologie et geographie. Livre 2 - Geologie 52 (2).   1957-1958. с. 13-20. Посетен на 30 април 2025.
- Бакалов, Петър; Николов, Иван М. Терциерни бозайници //  Фосилите на България. Т. X.   София, Издателство на БАН, 1962. OCLC 954030177.